# Polonia w Turcji
Polonia w Turcji – społeczność polska osiadła w Turcji na przestrzeni XIX wieku.
Przed upadkiem Rzeczypospolitej Polacy w Turcji nie przebywali na stałe, wyjątkiem byli jeńcy oraz ludność wzięta w jasyr. Imperium Osmańskie nie uznało rozbiorów, stając się tym samym azylem dla licznych polskich emigrantów politycznych, którzy otrzymali na jej terytorium dużą swobodę działania. Wtedy powstały polskie wsie, Adampol, Annapol i Derbina, oraz podjęto próbę organizacji jednostek wojskowych. Najważniejszą polską wieś, Adampol, założył pisarz i działacz niepodległościowy Michał Czajkowski (Sadık Paşa).
Wielu polskich oficerów służyło w armii osmańskiej, znaczna część przyjęła tureckie imiona i przeszła na islam, m.in. Oficerami służącymi w Turcji w okresie zaborów byli m.in.: Władysław Zamoyski, Konstanty Borzęcki (Celâleddin Paşa), Antoni Aleksander Iliński (İskender Paşa), Władysław Kościelski (Sefer Paşa), Ludwik Bystrzonowski (Arslan Paşa), Seweryn Bieliński (Nihad Paşa) oraz najbardziej znany z nich Józef Bem (Yusuf Paşa).
Polacy działali też w administracji i dyplomacji osmańskiej oraz w polskich strukturach paradyplomatycznych w Turcji, m.in. Michał Czajkowski, Ludwika Śniadecka, Władysław Zamoyski tworzący Agencję Misji Polskiej na Wschodzie, Władysław Czajkowski (Muzaffer Paşa) będący gubernatorem Libanu, Leon Ostroróg – radcą ministra sprawiedliwości, Ahmet Rüstem Bilinski – ambasador w Waszyngtonie.
W związku z amnestią ogłoszoną w Imperium Rosyjskim, po 1878 rozpoczęła się emigracja Polaków z terytorium Turcji.
Obecnie turecka Polonia jest skupiona przede wszystkim w Stambule i Adampolu; liczy ok. 500 osób.

## Stowarzyszenia polonijne w Turcji
- Stowarzyszenie Dziedzictwa Kościoła Katolickiego i Cmentarza Katolickiego Pw. Najświętszej Marii Panny (w Adampolu / Polonezköy), tur.: Polonezköy Santa Marya Katolik Kilisesini Ve Katolik Mazarliğini Yaşatma Ve Koruma Derneği, działa od 2011[2].
- Stowarzyszenie Polaków na rzecz Kultury i Przyjaźni (W Izmirze), tur.: Polonyalilar Kültür Ve Dostluk Derneği, działa od 2015[3].
- Stowarzyszenie Polaków w Stambule, tur. Istanbul'da Polonyalilar Derneği, działa od 2016[4][5].